# Clavija pubens
Clavija pubens là một loài thực vật có hoa trong họ Anh thảo. Loài này được D'Arcy mô tả khoa học đầu tiên năm 1980.